# Poledník (berg i Tjeckien, Plzeň)
Poledník är ett berg i Tjeckien.   Det ligger i regionen Plzeň, i den sydvästra delen av landet, 140 km sydväst om huvudstaden Prag. Toppen på Poledník är 1 315 meter över havet, eller 212 meter över den omgivande terrängen. Bredden vid basen är 10,5 km. Poledník ingår i Šumava.
Terrängen runt Poledník är huvudsakligen kuperad, men åt sydost är den platt. Runt Poledník är det mycket glesbefolkat, med 2 invånare per kvadratkilometer. Närmaste större samhälle är Železná Ruda, 14,3 km nordväst om Poledník. I omgivningarna runt Poledník växer i huvudsak barrskog.